# Споднє Брезово
Споднє Брезово (словен. Spodnje Brezovo) — поселення в общині Іванчна Гориця, Осреднєсловенський регіон, Словенія. Висота над рівнем моря: 457,8 м.